# Бельськ-Малий
Бельськ-Малий (пол. Belsk Mały) — село в Польщі, у гміні Бельськ-Дужий Груєцького повіту Мазовецького воєводства.
Населення — 105 осіб (2011).
У 1975-1998 роках село належало до Радомського воєводства.

## Демографія
Демографічна структура станом на 31 березня 2011 року:
|          | Загалом | Допрацездатний вік | Працездатний вік | Постпрацездатний вік |
| -------- | ------- | ------------------ | ---------------- | -------------------- |
| Чоловіки | 53      | 9                  | 39               | 5                    |
| Жінки    | 52      | 11                 | 28               | 13                   |
| Разом    | 105     | 20                 | 67               | 18                   |